# Секстант

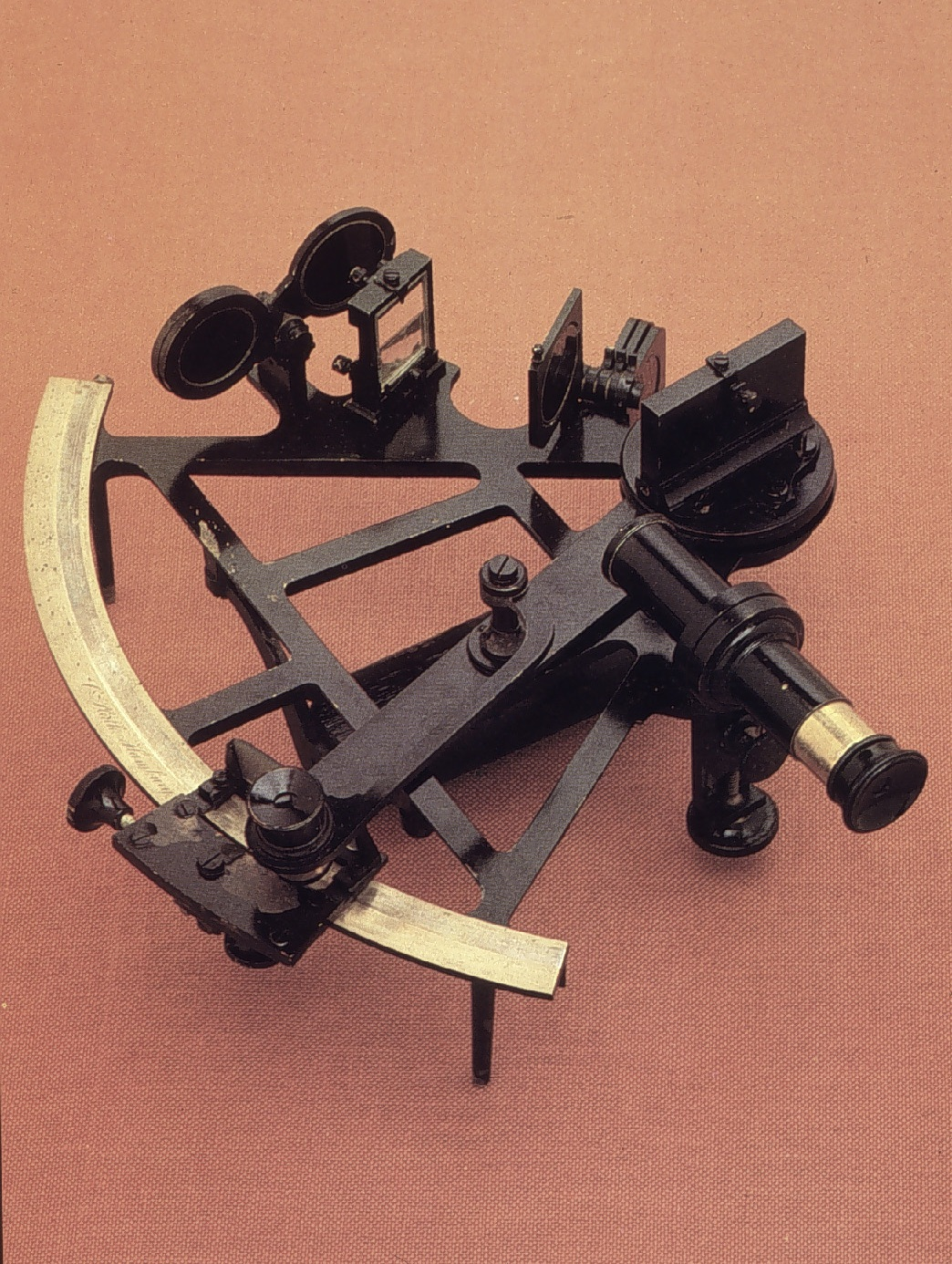
Секстант

Будова секстанта: 1 — велике дзеркало, 2 — зорова труба Галілея, 3 — рама, 4 — алідада, 5 — лінза, 6 — затискач алідади, 7 — барабан точного відліку, 8 — лімб зі шкалою, 9 — світлофільтр (контрастності горизонту), 10 — мале дзеркало (напівпрозоре), 11 — сонячний світлофільтр. Темною смугою показано держак.

Секстан́т, секста́н (через фр. sextant з лат.) — оптичний прилад для вимірювання величини кута між двома видимими об'єктами. Шкала секстанта становить 1/6 повного кола (60°); звідси назва: лат. sextāns, род. відм. sextantis означає «одна шоста».
Секстант дозволяє точно виміряти кут між двома напрямами. Знаючи висоту маяка (по карті), можна визначити відстань до нього, визначивши кут між напрямом біля підніжжя маяка і напрямом на верхню його частину і виконавши нескладний розрахунок  . Секстант найчастіше застосовується для вимірювання висоти астрономічних об'єктів над горизонтом з метою визначення географічних координат. Вимірявши висоту знаходження Сонця в полудень можна, знаючи дати вимірювання, вирахувати широту даної місцевості. Також можна виміряти горизонтальний кут (у площині горизонту) між напрямом до різних об'єктів.

## Історія
Для спостережень світил на морі здавна використовувалася морська астролябія: металевий круг, споряджений алідадою і мобільно підвішений за вушко. Широко застосовувався аж до кінця XVIII століття так званий посох Якова, що складався з двох взаємно перпендикулярних палиць. Наприкінці XVI століття мореплавець Дж. Девіс вдосконалив конструкцію астрономічного квадранта: цей інструмент (квадрант Девіса) складався з двох секторів з двома діоптрами; спостерігач ставав спиною до Сонця і шукав положення інструмента, при якому мушка в центрі квадранта висвітлювалася Сонцем крізь один діоптр, тоді крізь другий діоптр спостерігач візував лінію горизонту.
Принцип дії секстанта винайшов Ісаак Ньютон, проте ніде не зміг його реалізувати. Двоє людей, незалежно один від одного в один і той же час змогли знову винайти цей принцип: у 1730 році це здійснили англійський математик Джон Гедлі і Томас Ґодфрі, американський винахідник. З того часу було створено перший секстант, що згодом став досить поширеним у морській справі.
Поряд із секстантом, у навігації використовувалися й інші засновані на тому ж принципі інструменти, але з іншими шкалами: октант (1/8 кола або 45°), квінтант (1/5 кола або 72°) і квадрант з парою дзеркал (1/4 кола або 90°).

## Будова
Основою секстанта є рама у формі кругового сектора з прорізами, округла частина якого являє собою лімб зі шкалою. До рами кріпляться зорова труба, алідада, мале дзеркало і світлофільтри. Алідада кріпиться в куті сектора-рами, має виріз у місці перетину з лімбом і велике дзеркало в місці кріплення до рами, споряджена барабаном точного відліку (ноніусом) і затискачем (стопором). Дзеркала закріплені під кутом 90° до рами. Для кращого зчитування показань виріз алідади забезпечується збільшувальним склом, для утримання в руці рама споряджена держаком. Денні спостереження здійснюють із денною зоровою трубою (з більшим збільшенням, меншим полем зору і перевернутим зображенням), нічні — з нічною зоровою трубою (з меншим збільшенням, більшим полем зору). Світлофільтр біля малого дзеркала служить для покращення контрастності лінії горизонту, біля великого — для захисту ока при спостереженні Сонця. Вночі використовують підсвітник шкали.

## Застосування

1 — наведення труби на горизонт, 2 — ослаблення затискача алідади, 3 — повертання алідади, 4 — похитування секстанта навколо горизонтальній осі, 5 — точне зведення зображень

Для вимірювання висоти світила над горизонтом секстант встановлюють у вертикальній площині, що проходить через світило. Проміння від прямо видимого в трубу горизонту безпосередньо потрапляє в око спостерігача. Промінь від світила потрапляє у велике дзеркало, яке повертають алідадою так, щоб промінь від світила пройшов до малого дзеркала і від нього — до ока спостерігача. Таким чином добиваються приблизного видимого зведення зображення горизонту і відбитого зображення світила в полі зору труби. Точне зведення зображень забезпечується за допомогою барабана точного відліку, який обертають, ослабивши затискач алідади. Висоту в градусах зчитують зі шкали лімба, додаткове значення в мінутах отримують зі шкали на барабані. Більшість секстантів уможливлюють визначати висоту світила над горизонтом з точністю до 0,1 мінути. Оскільки помилка в 1 мінуту дає помилку в розмірі близько однієї морської милі, найкраща можлива точність при визначенні широти за допомогою секстанта має бути близько 0,1 милі, хоча для практичного застосування досить точності в кілька миль (у межах прямої видимості). Добре підготовані й досвідчені штурмани здатні визначати місцезнаходження судна з точністю близько 0,25 милі.